# 前欣特賴峰

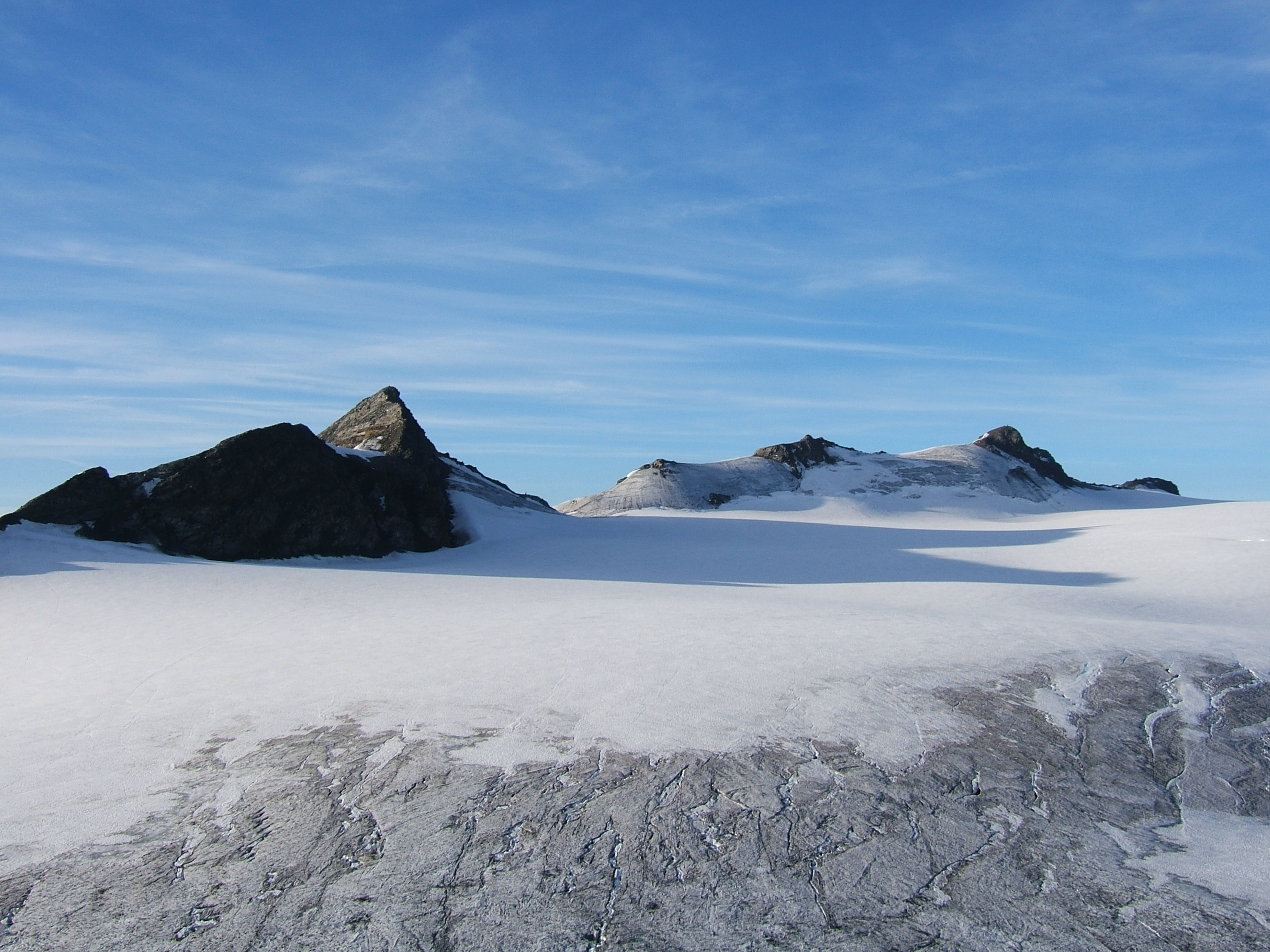

46°49′54″N 10°46′58″E / 46.831762°N 10.782774°E
前欣特賴峰（德語：Vordere Hintereisspitze），是奧地利的山峰，位於該國西部，由蒂羅爾州負責管轄，屬於奧茨塔爾阿爾卑斯山脈的一部分，海拔高度3,437米，每年平均降雨量1,357毫米。